# Fairfield (Kalifornia)
Fairfield település az Amerikai Egyesült Államok Kalifornia államában, Solano megyében, melynek megyeszékhelye is. Lakosainak száma 119 881 fő (2020. április 1.).

## Népesség
A település népességének változása:

| 2010 | 105 321 |
| 2020 | 119 881 |